# Phragmanthera usuiensis
Phragmanthera usuiensis là một loài thực vật có hoa trong họ Loranthaceae. Loài này được (Oliv.) M.G.Gilbert miêu tả khoa học đầu tiên năm 1985.